# Mantee
Mantee – wieś w Stanach Zjednoczonych, w stanie Missisipi, w hrabstwie Webster.